# カール＝ハインツ・パッシン
カール＝ハインツ・パッシン（Karl-Heinz Passin, 1939年 - ）は、ドイツのフルート奏者。ライプツィヒ・ゲヴァントハウス管弦楽団の首席フルート奏者を長らく務めた。オーボエ奏者のギュンター・パッシン（Günther Passin、1937年 -2014年 ）の弟である。

## 略歴
- 1939年 ライプツィヒ生まれ。8歳でピアノをはじめる。
- 1953年 トールガウの音楽学校に入学し、ヘルベルト・プフェンダーのもとでフルートを学ぶ。　ライプツィヒ放送交響楽団の首席フルート奏者ハインツ・フューグナー（Heinz Fügner）のレッスンも受ける。
- 1955年 ゲルリッツの音楽学校に移り、引き続きヘルベルト・プフェンダーの指導を受ける。
- 1957年 ライプツィヒ音楽大学に入学。　ライプツィヒ・ゲヴァントハウス管弦楽団の首席フルート奏者エーリッヒ・リスト（Erich List）教授に学んだ。
- 1960年 大学卒業と同時にライプツィヒ・ゲヴァントハウス管弦楽団に入団。
- 1961年より師の後を継ぎ首席フルート奏者として活躍、2004年までその地位にあった。
- 1965年 ブダペスト国際音楽コンクールにおいて第2位に入賞。
- 1969年よりライプツィヒ音楽大学で教鞭を執り、2000年には教授となった。　マルクノイキルヒェンなどの国際コンクールの審査員も務めている。
- 1988年より1993年までバイロイト祝祭管弦楽団に参加している。

## 室内楽
ソロおよび室内楽活動も積極的に行い、ラモートリオを結成。また1966年ライプツィヒ木管五重奏団、1976年ライプツィヒ・バッハ・コレギウム、1979年新バッハ・コレギウム・ムジクム等に参加し録音も多い。　古楽にも造詣が深く、フラウト・トラヴェルソも演奏する。